# Ladislav Šaloun

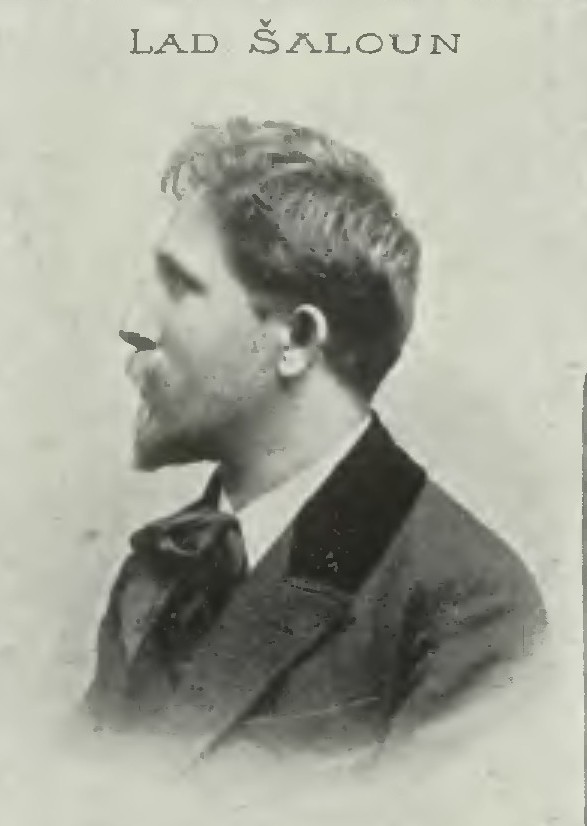
Ladislav Šaloun

Ladislav Šaloun (* 1. August 1870 in Prag, Österreich-Ungarn; † 18. Oktober 1946 ebenda) war ein tschechischer Bildhauer.

## Leben
Šaloun studierte an der Prager Reynier-Zeichnerschule sowie in den Ateliers von Tomáš Seidan und Bohuslav Schnirch. Später schloss er sich dem Verein bildender Künstler Mánes an, arbeitete in der Redaktion Volné směry mit und war Mitglied der Einheit bildender Künstler.
Bereits 1896 gewann er einen Wettbewerb zur Ausstattung des Städtischen Museums Prag, 1901 dann den Wettbewerb um ein Denkmal für Jan Hus am Altstädter Ring. Dieses Werk gehörte zu seinen wichtigsten und wertvollsten. An dem Bildnis arbeitete er bis 1915.
1903 bis 1906 unterrichtete Šaloun mit Antonín Slavíček an einer Privatschule. Von 1906 bis 1914 war er als externer Lehrer an der künstlerisch-industriellen Schule in Prag tätig. 1912 wurde er als Mitglied in die Tschechische Akademie der Wissenschaften aufgenommen, 1927 zum ständigen künstlerischen Berater der Stadt Prag berufen und 1946 zum Nationalkünstler ernannt. Šaloun gehörte zu den bedeutendsten Persönlichkeiten des Symbolismus der tschechischen Jugendstilepoche.

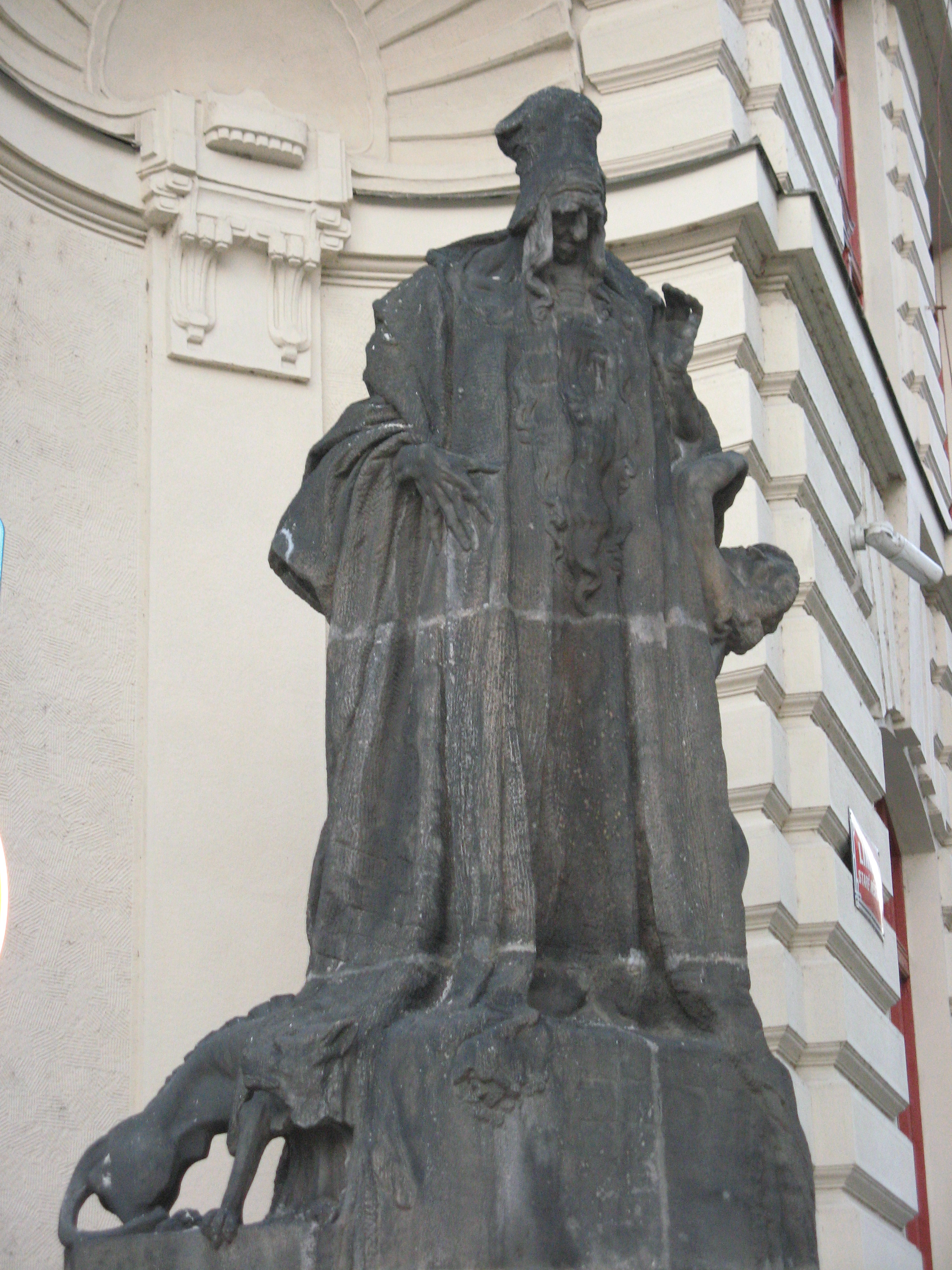
Statue des Rabbi Löw (1910) von Ladislav Šaloun in Prag

Šaloun war des Weiteren an zahlreichen Innenausstattungen öffentlicher Gebäude beteiligt. Darunter Prager Versicherung, Erste tschechische Hypothekenbank, Volkshaus, Prager Hauptbahnhof, Industriebank in Hradec Králové. Er schuf Porträts berühmter tschechischer Persönlichkeiten wie Svatopluk Čech, Jaroslav Vrchlický, Miroslav Tyrš, Antonín Hajn, Prof. František Pastrnek oder Tomáš Garrigue Masaryk. Er entwarf auch Schmuck und Keramik, schuf Buchumschläge und Buchillustrationen.
Šaloun liegt auf dem Vyšehrader Friedhof begraben.

## Werke (Auswahl)

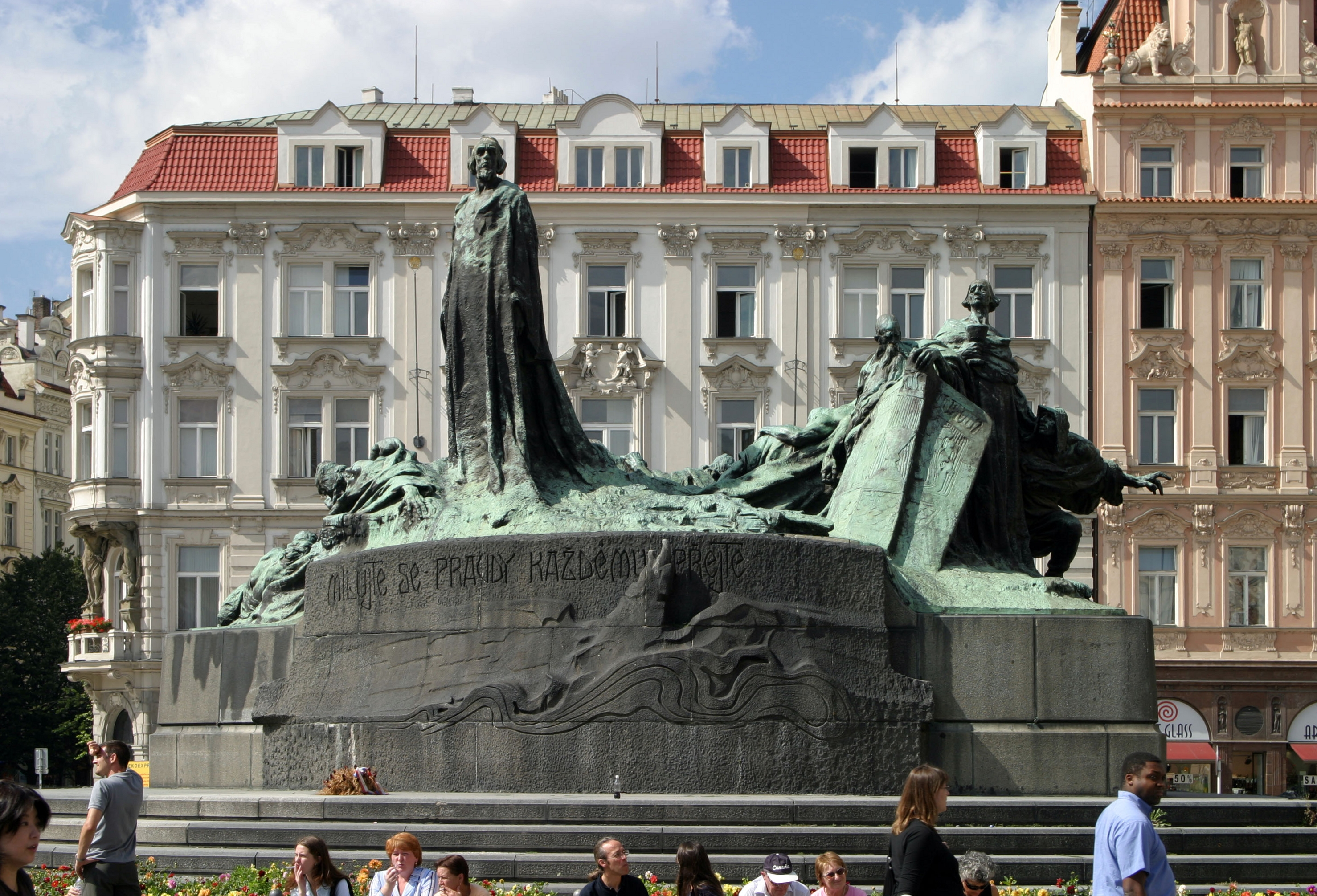
Hus-Denkmal auf dem Altstädter Ring

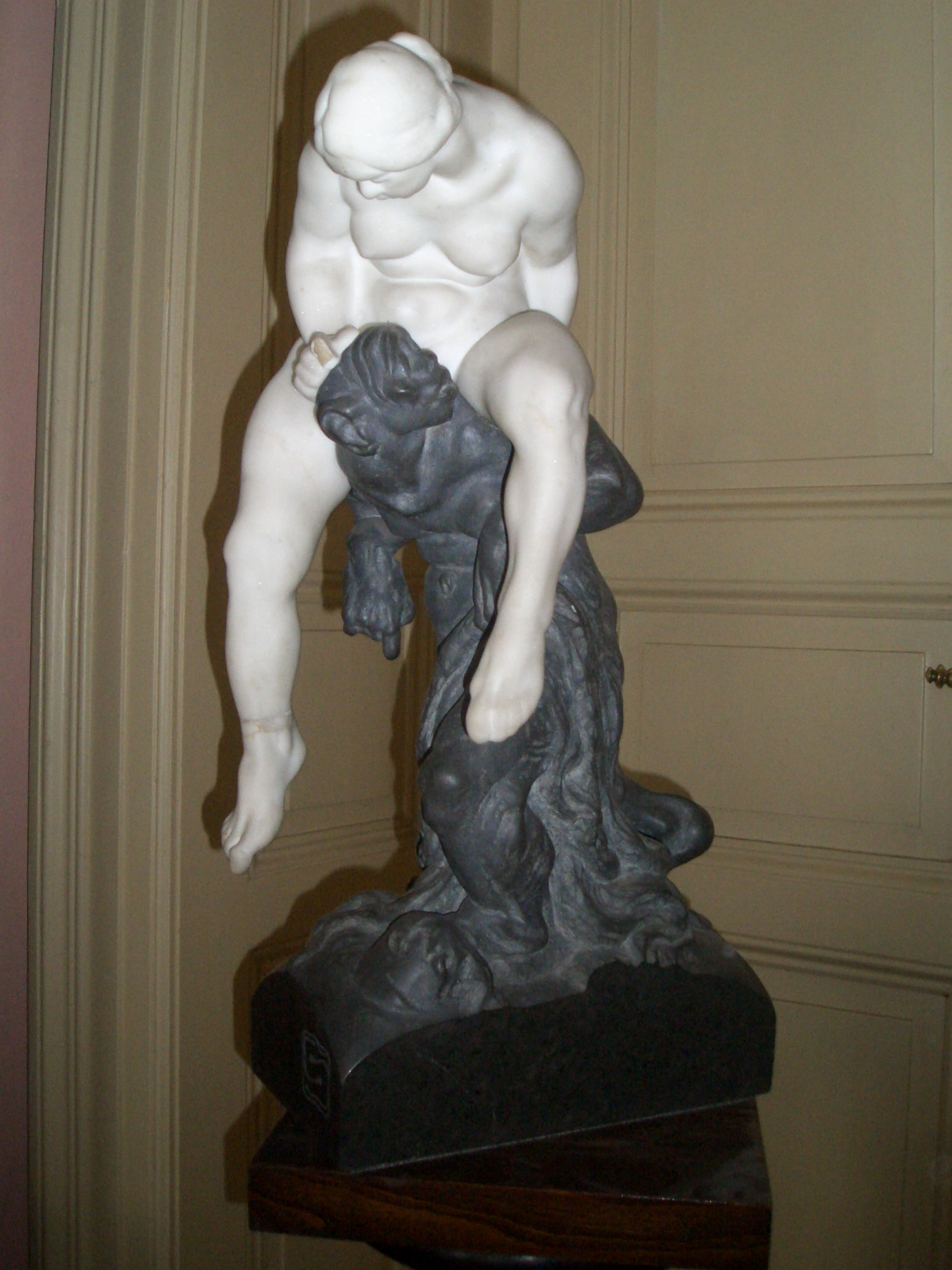
Jungfrau und Teufel

- Jan-Hus-Denkmal am Altstädter Ring in Prag (1901–1915)
- Skulpturen im Gemeindehaus, Prag
- Bildnis des Rübezahl im Park Hořice (1902–1916)
- Die Plastiken an der Fassade der Ersten böhmischen Rückversicherungsbank entstanden nach Entwürfen von Ladislav Šaloun. Heute ist das Jugendstilgebäude der Sitz des Goethe-Instituts. Masarykovo nábřeží 32, Prag. 1905
- Sappho, 1908
- Salambo und Matho, 1909 (erotischer Jugendstil)
- Denkmal des Miroslav Tyrš auf der Prager Kleinseite
- Der letzte Waldgeist (Poslední satyr), 1917
- Písmák, 1920
- Der eiserne Ritter am Eck des Neuen Rathauses in Prag
- Denkmal des T. G. Masaryk in Pečky und Poděbrady, 1927
- František Ladislav Riegr  Denkmal in Semily
- Johann Amos Comenius  Denkmal in Mladá Boleslav (1928)
- Jindřich Šimon Baar Denkmal bei Klenčí (Domažlice) (1933)